# كارغش عليا
كارغش عليا (بالفارسية: کارغش علیا) هي قرية تقع في قسم سفيدسنغ الريفي في إيران. يقدر عدد سكانها بـ 131 نسمة .